# Dračie pleso
Dračie pleso (auch Veľké Dračie pleso oder veraltet Šarkanie pleso genannt; deutsch [Großer] Drachensee, ungarisch [Nagy-]Sárkány-tó, polnisch [Wielki] Smoczy Staw) ist ein Bergsee (genauer ein Karsee) auf der slowakischen Seite der Hohen Tatra.
Er befindet sich im kleinen Tal Dračia dolinka (deutsch Drachenseekessel), einem Nebental des Tals Zlomiská im Talsystem der Mengusovská dolina, zwischen den Seitengraten der Berge Ťažký štít und Vysoká südlich des Hauptkamms der Hohen Tatra und seine Höhe beträgt 2019 m n.m. Seine Fläche liegt bei 17.215 m², er misst 210 × 125 m und seine maximale Tiefe beträgt 16 m. Der See  gehört zum Einzugsgebiet des Poprad über den Abfluss Dračí potok und anschließend Ľadový potok (deutsch Eisbach), Bergsee Popradské pleso und Krupá.
Der Name des Sees leitet sich, ähnlich wie beim Berg Dračí štít, von alten örtlichen Sagen der Goldgräber über einen Drachen, der verborgene Schätze der Tatra hüten soll, ab.
Zum See führt kein touristischer Wanderweg, als Teil eines Nationalen Naturreservats ist er nur für Mitglieder alpiner Vereine oder mit einem Bergführer zugänglich.